# GŠNK Mladost Petrinja
GŠNK Mladost hrvatski je nogometni klub iz Petrinje.
U sezoni 2024./25. natječe se u 3. NL – Centar.

## Povijest

### Najveći uspjesi kluba
Nogometni klub "Mladost" iz Petrinje osnovan je u ljeto 1946., a najveći uspjeh zabilježio je u lipnju 1986. kada se plasirao u Drugu saveznu ligu bivše Jugoslavije, što je ravno igranju u današnjoj 1. HNL. Među najveće uspjehe "Mladosti" spada i plasman među 16 najboljih klubova u Kupu bivše Jugoslavije u rujnu 1987., te ulazak među 32 najbolja u Kupu Jugoslavije dvije godine kasnije, kada je klub ispao nakon produžetaka od generacije beogradske Crvene zvezde koja je osvojila titulu prvaka Europe.

### Kako je sve počelo?
Prvo ime kluba bilo je Artur Turkulin po revolucionaru i istaknutom sudioniku narodnooslobodilačkog partizanskog pokreta, koji je i sam igrao nogomet u predratnim petrinjskim klubovima. Osnivači kluba u ljeto 1946. bili su Ivan Matanović, Mirko Kosmat, Franjo Ivičić, Vjekoslav Juras, Ivica Lovreković, Tošo Drobnjak, Grga Umljenović i Slavko Marak. Prvi predsjednik kluba bio je akademski kipar Viktor Bernfest. Već 1947. klub mijenja ime u "NK Jedinstvo Petrinja", a tri godine kasnije u "Mladost". Godine 1951. dolazi do fuzije dvaju petrinjskih klubova, "Mladosti" i "Radnika" u "Baniju", no to je trajalo samo dvije godine, kada klubovi ponovo kreću svaki svojim putem. Tijekom 1961. klub je nosio ime "NK Slavija Petrinja", a od 1962. nosi današnje ime.

### Stadion kraj Petrinjčice
Iz klupskih anala nije jasno kada je za klupsku boju odabrana zelena, no sasvim je sigurno da mladostaši nose zelene dresove zadnjih 30 godina. Na mjestu današnjeg stadiona "Mladosti" pokraj rijeke Petrinjčice prvo nogometno igralište podignuto je davne 1928.godine. Prava ulaganja u klupske prostorije počela su sedamdesetih godina prošlog stoljeća kada su sazidane prikladne svlačionice i prve tribine. Današnji izgled jednog od najboljih stadiona u ovom dijelu Hrvatske stadion "Mladosti" dobio je uoči zagrebačke Univerzijade 1987., kada je podignut kapacitet gledališta na oko 5000 mjesta te sagrađene nove klupske prostorije s dvoranom za sastanke, parkiralištem i poslovnim prostorima. Na utakmici nogometnog turnira Univerzijade Jugoslavija – Njemačka postavljen je i rekord posjete (5.000 gledatelja) na stadionu "Mladosti", koji je srušen dvije godine kasnije na spomenutoj utakmice "Mladost"-Crvena zvezda 3:5, kada je bilo 8.000 gledatelja.

### Pedesete i šezdesete
Nakon osnivanja "Mladost" igra u ligi Sisačkog podsaveza. 

### Ulazak u Hrvatsku ligu
Sedamdesetih godina klub nastupa u jakoj Zagrebačkoj zoni, kada je u seniorskoj momčadi debitirao i kasniji proslavljeni vratar zagrebačkog Dinama Marijan Vlak. Najveći uspjeh kluba dotada je plasman u Hrvatsku ligu 1980., u društvo Šibenika, varaždinskog Varteksa, "Solina", "Splita",  pulske "Istre", "Belišća" i drugih. Za "Zelene" tada su igrali vratari Antun None Vašarević i Branko Kljaić, Milorad Tomović, Željko Bobinac, Niko Barjaktarević, Zdravko Štrbac, Joco Čučković, Jovo Mostarac, Krešo Jandraš, Drago Ferenčak, Milan Gros, Ivica Jelić Šata, Dušan Balaban, Đuro Serdar, Branko Bešić, Slavko Olah, Dragoslav Peškir Šeki, Zdravko Baltić, Joso Sigur i Mladen Korečić.[kriteriji!] U debitantskoj sezoni u HNL-u osvojeno je izvrsno peto mjesto pod vodstvom trenera Hasana Kapetanovića, a osim igrača koji su izborili plasman u ligu za "Mladost" su nastupali i Radojčić, Loparić, Vugrin, Tuta, Trdina i Balinčić.[kriteriji!]

### Plasman u Drugu saveznu ligu
U Hrvatskoj ligi "Mladost" je redovito u gornjem dijelu ljestvice, a nakon osvajanja drugog mjesta u sezoni 1985./86. otvara se mogućnost i za nešto više. Naime, klub ulazi u kvalifikacije za Drugu saveznu ligu – Zapad. U prvom kolu kvalifikacija izbačen je riječki Orijent pobjedama u obje utakmice, a drugom kolu BSK iz Slavonskog Broda – nakon 0:0 u Petrinji, u Brodu je "Mladost" slavila 2:1. U finalnom okršaju sa Zagrebom ostvarena je pobjeda u petrinjskoj utakmici od 1:0 (pogodak Tihomira Bobinca), da bi u uzvratu na stadionu u Kranjčevićevoj ulici pred 12 tisuća gledatelja "Mladost" izborila rezultat 0:0 koji ju je odveo u Drugu ligu – Zapad. Veliki trijumf ostvarili su trener Ivan Turkalj i igrači Marjan Mrmić, Mladen Romić, Milan Grković, Željko Bobinac, Radimir Bobinac, Tihomir Bobinac, Nenad Boršić, Josip Cavrić, Josip Milunić, Đuro Serdar, Milan Šolić, Milan Lukač, Milan Radojčić, Dragoslav Peškir, Nikola Peškir, Marijan Sigur i Joso Šeperac. Iza momčadi je stajala Uprava na čelu s Borislavom Mikelićem, tadašnjim partijskim moćnikom i direktorom "Gavrilovića", najjače mesne industrije u Hrvatskoj, ali i u cijeloj ondašnoj bivšoj Jugoslaviji.

### Na drugoligaškom zapadu
U debitantskoj drugoligaškoj sezoni osvojeno je osmo mjesto uz skor 34 utakmice, 15 pobjeda, pet neriješenih i 14 poraza, gol-razlika 46:36, 35 bodova. Izvrstan rezultat potpisuje kao trener Velimir Naumović, a osim igrača koji su izborili drugoligaški status za "Mladost" su nastupali i Zlatko Mesar, Slobodan Petrović, Nikola Marjanović, Đemil Đedović, Željko Pavković i Jovica Simanić. U narednoj sezoni osvojeno je 13. mjesto, što bi bilo dovoljno za ostanak u ligi, da nije bilo ujedinjavanja istočne i zapadne skupine u Jedinstvenu drugu ligu. Za ulazak u Jedinstvenu drugu ligu trebalo je biti barem deveti, pa je klub preselio u novostvorenu Međurepubličku ligu – Zapad. U sezoni 1987./88. momčad su vodili treneri Milan Đuričić i Fahrudin Mustedanagić, a nastupali su, među ostalima, kasniji reprezentativac Hrvatske Nikola Jurčević, Zoran Milinković Zloćo, Rade Savić, Nikica Valent, Almin Osmanagić i Idriz Seferović. Zabilježen je skor 34 9 12 13 31:38 30 bodova. 

### U Međurepubličkoj ligi
U prvom izdanju Međurepubličke lige – Zapad, koju su činili klubovi iz cijele Slovenije, središnje Hrvatske, Dalmacije i dijela BiH, "Mladost" se bori za prvo mjesto s "Rudarom" iz Prijedora. "Rudar" je prvi presjekao ciljnu vrpcu, a "Mladost" je ostala druga, nakon što je u 34 utakmice zabilježila 22 pobjede te po šest poraza i neriješenih. Momčad je vodio Fahrudin Mustedanagić, a boje kluba branili su vratar Zoran Stojanović, te igrači Z.Milinković, Danko Mance, J.Mostarac, Milan Lukac, J.Cavrić, N.Boršić, Đ.Serdar, R. i T.Bobinac, Srećko Cavrić, Vlado Kotur, Dean Suzić, Boban Miladinov, Miroslav Pucović, Emil Dragičević, M.Šolić, Radoslav Dakić, Đorđe Milovanović, Nenad Popović, D.Peškir, Neven Rudić i Goran Paulić. 
U narednoj sezoni, 1989./90. "Mladost" ponovo napada Drugu saveznu ligu, no ovaj put najjači je Zagreb, a ispred "Zelenih" na kraju je i Zadar. U toj sezoni za "Mladost" su, među ostalima, igrali najbolji slovenski igrač svih vremena Zlatko Zahovič i Damir Kalapač, koji je kasnije ubilježio i nastup za hrvatsku državnu reprezentaciju. U sezoni 1990./91., u posljednjem izdanju Međurepubličke lige – Zapad, koja je rasformirana raspadom bivše Jugoslavije i velikosrpskom agresijom na Hrvatsku, "Mladost" je zauzela posljednje mjesto (33 11 4 18 32:51 24 osvojena boda) na tablici. Trener je bio Mirko Bazić a igrali su vratar Mladen Jokić, Zoran Murić, Davor Runjaić, braća Radimir i Tihomir Bobinac, Branko Sambolić, Mario Štoos, Željko Domitrović, Predrag Tatić, J.Mostarac, Dean Drenovac, Đ.Serdar, Franjo Domić, Almir Mehinović, Slobodan Borota, D.Peškir, V.Tomić, D.Suzić i Radovan Srnić.

### Progonstvo i povratak
Nakon okupacije Petrinje 21. rujna 1991. od strane paravojnih jedinica pobunjenih Srba i JNA, "Mladost" službeno prestaje s radom, iako je u to vrijeme (1992. – 1995.) u Petrinji djelovao istoimeni nogometni klub, koji se natjecao u prvenstvu RSK, a u kojem nije bilo prognanih Hrvata. Nakon formiranja 1. HNL "Mladost" je već u listopadu 1991. uvrštena u jednu od dvaju skupina Druge hrvatske lige i odmah joj je 'zamrznut' status do obnove rada. Trebalo je dvije godine po oslobođenju Petrinje u akciji "Oluja" u kolovozu 1995. da se obnovi rad "Mladosti". U ljeto 1997. počinje se s pripremama za nastup u Drugoj ligi, a u momčadi su i neki od predratnih igrača poput braće Radimira i Tihomira Bobinca, Boršića i Borote. U povratničkoj sezoni za "Mladost" igraju i Besnik Prenga, Nikola Veršić, Zoran Bobanović, Gordan Copak, Miroslav Ivančić, Krešimir Krsnik i Damir Klarić. Trener je Zlatko Mesar.
Mukotrpna obnova gospodarstva i društvenog života u poratnoj Petrinji ostavila je traga i na funkcioniranje kluba, odnosno na njegovu financijsku stabilnost. Nedugo po obnovi rada izgubljen je drugoligaški, a ubrzo i trećeligaški status, koji je nakratko vraćen u sezoni 2004./05., nakon osvajanja Županijske lige sisačko-moslavačke 2003./04. i prolaska u kvalifikacijama za 3. HNL protiv Male Mlake. Tada su za momčad, među ostalima, nastupali vratari Nikola Bartulić i Antun Kolarić, te igrači: Alen Komić, Josip Jandrić, Marijan Dorosulić, Kris Jarčević,  Emir Trklja, Dario Zagorac, Davor Kunert, Josip Radošević, Alen Bešić, Marko Badrić, Marko Korečić, Ivan Vrhovac,Ivan Bobinac, Boris Kajić, Mario Kokan. Treneri su bili Joso Šeperac, a poslije igrači-treneri Joso Radošević i Davor Kunert. Trener vratara bio je Milan Golub.

### Najteži dani
Po ekspresnom povratku u Županijsku ligu "Mladost" u sezoni 2005./06. prolazi možda i najteže dane u svojoj povijesti, jedva preživljavajući. Da je riječ o negdašnjoj nogometnoj veličini ovog dijela Hrvatske podsjećao je tek stadion debelo nesrazmjean trenutnom statusu kluba i uspomene da su njegov travnjak u zelenom dresu gazili i takvi igrači kao što su reprezentativci Marjan Mrmić i Nikola Jurčević, legenda "Rijeke" Mladen Romić, internacionalci poput Zahovića, Paulića, Milinkovića, Milovanovića i Tomića. Teško stanje u klubu, ali i odluka Hrvatskog nogometnog saveza da formira 4. HNL Središte podskupinu B od klubova iz sisačke regije i tzv. zagrebačkog prstena, izazvala je reakciju gradskih vlasti i u klub dolazi nova uprava na čelu s Darinkom Dumbovićem.

### Povratak u život
Cilj Uprave koja preuzima klub početkom 2006. je ući u gornji dio ljestvice Županijske lige i plasirati se u Četvrtu ligu što je i učinjeno. U prvoj sezoni 4. HNL – Središte B "Mladost" je zauzela peto mjesto pod vodstvom trenera Ivice Vidovića. Momčad su činili vratar Lončar, Marko Pavun, Goran Pezić,Igor Sklezur, Goran Roksandić, Sandro Perković, Dario Polovina, Tatjan Topalović, Goran Kovačević, Ivica Čehok, Ivan Vrhovac, Dario Zagorac, Dalibor Sanader, Darko Pavičić, Alen Vojković, Dejan Zubković i Igor Vidović. U neznatno izmijenjenom sastavu u idućoj sezoni osvaja se osmo mjesto. Momčad je u prvenstvo poveo Ivan Turkalj, da bi ga ubrzo nasljedio Josip Šeperac. Prvi strijelac momčadi bio je Marijan Dorosulić.

### Sadašnji trenutak
U sezoni 2008./09. "Mladost" je postavila cilj osvajanja prvog mjesta u 4. HNL – Središte B i ulaska u 3. HNL – Zapad. Nakon jesenskog dijela prvenstva "Mladost" je bila prva i na proljeće je bio planiran dovršetak posla. Pod trenerskom palicom Zdenka Golema, jesenski naslov 4. HNL – Središte podskupine B u sezoni 2008./09. osvojili su vratar Vedran Kovačević, Marko Cvetnić, Matija Ivančić, Dario Polovina, Marko Pavun, Marko Medarić, Dalibor Sanader, Tin Lovreković, Marko Korečić, Ivica Čehok, Ivica Vrhovac, Dejan Živčić, Ivan Bobinac, Mario Malbašić, Josip Jandrić, Tomislav Gajdek, Alen Komić, Dario Turkman, Kristijan Grbeša i Denis Osmanagić. U jesenskoj polusezoni Tin Lovreković postigao je rijetko dostižan skor od 25 golova u 16 nastupa! Nakon prvog dijela prvenstva prvi su i juniori "Mladosti" koje vodi Marijan Dužić u 2. ligi središte Zagreb. 
U svakom slučaju, može se kazati kako je 2008. godina pokušaja povratka petrinjske "Mladosti" u red ozbiljnijih klubova u ovom dijelu Hrvatske i bit će u ovom klubu sadržajne povijesti zapamćena po lijepom. Na žalost, bit će upamćena i po preranom odlasku sa životne scene legende kluba Tihomira Bobinca Tike, koji je krajem kolovoza poginuo u prometnoj nesreći u 44. godini života. U pamćenju navijača "Zelenih" vječno će ostati Tikin pogodak "Zagrebu" u kvalifikacijama za Drugu ligu, koji je klub uveo u drugoligaško društvo. Veličina jednog kluba i jest u takvim detaljima koji postaju neizbrisiva vječnost i nadrastaju živote pojedinaca. "Mladost" ima takvu povijest zahvaljujući i Tihomiru Bobincu, a na budućim je generacijama da je sačuvaju i unaprijede.
Na kraju sezone 2008./09., Mladost ipak nije uspjela ostvariti zacrtani cilj promocije (bili su drugi iza Zeline s 3 boda manje). 
Nakon osvajanja drugog mjesta u 1. ŽNL u sezoni 2014./15. kvalificirali su se u Međužupanijsku ligu središte Zagreb do koje su došli preko kvalifikacija u kojima su bili bolji od NK Zrinskog iz Ozlja (prva utakmica se igrala u Petrinji i Mladost je bila bolja i pobijedila s rezultatom 1:0, a strijelac je bio domaći vratar Vedran Kovačević iz jedanaesterca, dok je druga utakmica završila 0:0).

## Nastupi u završnicama kupa

### Kup maršala Tita
1987./88.
- šesnaestina finala: NK Mladost Petrinja  – FK Sutjeska Nikšić          1:0
- osmina finala:      FK Vojvodina Novi Sad – NK Mladost Petrinja)        2:0
- uzvratni susret:    NK Mladost Petrinja   – FK Vojvodina Novi Sad       2:0 (1:3 jedanaesterci)

1988./89.
- šesnaestina finala: NK Mladost Petrinja   – FK Crvena zvezda            3:5 prod.

### Hrvatski nogometni kup
2010./11.
- izlučni krug: NK Mladost Petrinja  – NK BSK Bijelo Brdo 1:2

2011./12.
- izlučni krug: NK Mladost Petrinja  – NK Novalja 3:1
- šesnaestina završnice: NK Mladost Petrinja – NK Zagreb 0:7

## Popis poznatih igrača
Zlatko Zahović, Marijan Mrmić, Nikola Jurčević, Tin Lovreković, Viktor Špišić.